# Allmän dammussla
Vanlig dammussla (Anodonta anatina) är Sveriges vanligaste stormusselart. Den finns i hela Sverige om man bortser från de allra nordligaste delarna och fjällkedjan. Lever i både sjöar och vattendrag. Arten blir vanligen ca 10 cm lång men vissa exemplar kan bli uppåt 14 cm. Skalets över och underkant är inte parallella utan konvergerar bakåt. Skalet är även tjockare i framkant vilket ofta tydligt kan kännas om man håller en skalhalva mellan tummen och pekfingret och drar fingrarna mot framänden. Mjukdelarna är gråa eller grågula till skillnad mot den större dammusslans tydligt oranga. Tidigare hette den allmän dammussla.
Höger och vänster klaff av samma exemplar:

Höger klaff
Vänster klaff